# Référendum équatorien de 2017
Un référendum a lieu en Équateur le 19 février 2017.

## Contenu
Le référendum porte sur un projet de loi interdisant aux fonctionnaires de posséder des biens et avoirs dans des paradis fiscaux. Un délai d'un an est donné aux fonctionnaires en possédant avant l'organisation du référendum pour les rapatrier, sous peine d'être exclus de la fonction publique.
Le projet de loi est soumis au parlement par le président Rafael Correa le 14 juillet 2016.

## Résultat
| Choix                           | Votes      | %     |
| ------------------------------- | ---------- | ----- |
| Pour                            | 5 030 579  | 55,12 |
| Contre                          | 4 096 559  | 44,88 |
| Votes blancs                    | 904 648    | –     |
| Votes invalides                 | 431 848    | –     |
| Total                           | 10 472 302 | 100   |
| Inscrits/Participation          | 12 816 698 | 81,71 |
| Source: Démocratie Directe (de) |            |       |